# Sandrine Vaucher
Sandrine Vaucher (ur. 20 sierpnia 1971) – szwajcarska narciarka, specjalistka narciarstwa dowolnego. Najlepszy wynik na mistrzostwach świata osiągnęła podczas mistrzostw w Altenmarkt, gdzie zajęła 10. miejsce w jeździe po muldach. Zajęła 18. miejsce w tej samej konkurencji na igrzyskach olimpijskich w Lillehammer. Najlepsze wyniki w Pucharze Świata osiągnęła w sezonie 1992/1993, kiedy to zajmowała 31. miejsce w klasyfikacji generalnej, a w klasyfikacji jazdy po muldach była ósma.
W 1998 r. zakończyła karierę.

## Sukcesy

### Igrzyska olimpijskie
| Miejsce | Dzień     | Rok  | Miejscowość | Konkurencja      | Zwycięzca            |
| ------- | --------- | ---- | ----------- | ---------------- | -------------------- |
| 18.     | 12 lutego | 1994 | Lillehammer | Jazda po muldach | Stine Lise Hattestad |

### Mistrzostwa Świata
| Miejsce | Dzień     | Rok  | Miejscowość | Konkurencja      | Zwycięzca            |
| ------- | --------- | ---- | ----------- | ---------------- | -------------------- |
| 10.     | 13 marca  | 1993 | Altenmarkt  | Jazda po muldach | Stine Lise Hattestad |
| 13.     | 18 lutego | 1995 | La Clusaz   | Jazda po muldach | Candice Gilg         |
| 11.     | 8 lutego  | 1997 | Iizuna      | Jazda po muldach | Candice Gilg         |

### Puchar Świata

#### Miejsca w klasyfikacji generalnej
- 1992/1993 – 31.
- 1993/1994 – 48.
- 1994/1995 – 32.
- 1995/1996 – 34.
- 1996/1997 – 46.

#### Miejsca na podium
1. Tignes – 12 grudnia 1992 (Jazda po muldach) – 2. miejsce